# Osiréion (Abydos)
L'Osiréion est un monument de l'Égypte antique faisant partie intégrante du temple funéraire de Séthi Ier situé en Abydos, ville sainte du dieu Osiris. Il fut redécouvert lors de fouilles archéologiques menées en 1902-1903 par les égyptologues Flinders Petrie et Margaret Murray. Actuellement éventré, l'Osiréion reprend les plans des tombes royales de la vallée des Rois. Il s'agissait de la tombe-cénotaphe du roi Séthi Ier de la XIXe dynastie ; le roi défunt « jouant » symboliquement le rôle du dieu Osiris. Cette tombe fictive d'Osiris-Séthi a peut-être remplacé une construction antérieure d'origine et de plans inconnus. L'architecture de l'Osiréion est massive et archaïque, s'inspirant vraisemblablement des constructions de l'Ancien Empire.

## Description
L'Osiréion tient son nom d'une confusion. Lorsque le monument fut dégagé en 1903, les fouilleurs crurent dégager un tombeau symbolique du dieu Osiris. Il s'agit en fait du cénotaphe du roi Séthi Ier. L'Osiréion est construit dans le prolongement du temple funéraire de Séthi Ier, les deux monuments n'étant séparés que par 3,50 mètres d'écart. Il est construit sous une butte naturelle rocheuse. Cette tombe, souterraine à l'origine, est actuellement éventrée. Les énormes architraves supportaient un plafond constitué par des dalles colossales. Au-dessus des salles souterraines, s'élevait une butte de terre artificielle entourée par des arbres plantés dans des fosses creusées dans le sable et remplies par de la terre végétale. Ces arbres sont des images de la renaissance végétale et de la renaissance d'Osiris.

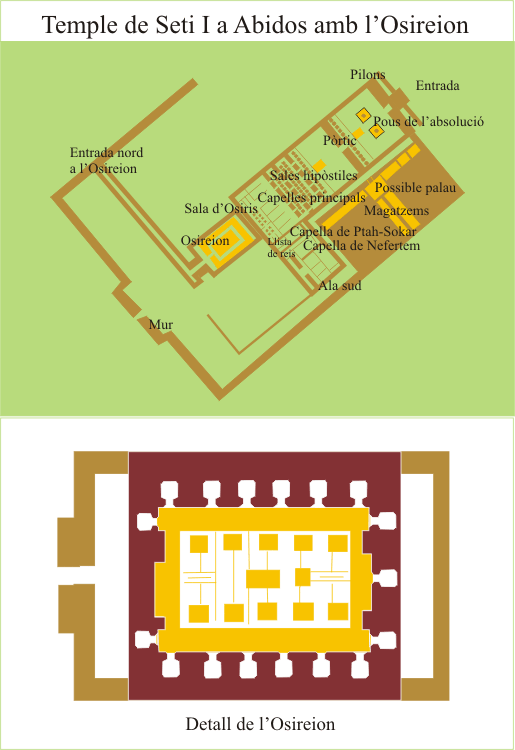
Plan général du temple cénotaphe de Séthi Ier.

## Couloir
L'entrée se fait par l'ouest par un couloir qui s'étire sur 100 mètres en s'enfonçant dans le sol. Les parois de briques sont recouvertes par des textes funéraires. Après avoir passé deux petites salles, un second couloir (à angle droit avec le premier) mène vers une grande salle transversale, mesurant vingt mètres sur six, ornée par des images et des textes du Livre des morts. On parvient ensuite dans la grande salle du cénotaphe.

## Cénotaphe

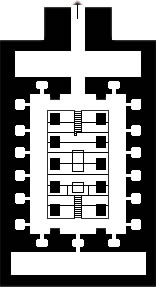
Plan de l'Osiréion d'Abydos

La salle du cénotaphe mesure 30,50 × 20 m. Elle est entourée par dix-sept niches creusées dans le rocher qui abritaient peut-être des statues d'Osiris. Deux rangées de cinq piliers monolithiques en granit rose supportaient à l'origine un lourd plafond. Cette structure est aujourd'hui éventrée et à l'air libre. Originellement, le plafond supportait une butte de terre. Le centre de cette salle était occupé par une butte entourée par un fossé rempli d'eau. À deux extrémités un escalier descendait dans la fosse. L'eau devait provenir depuis le Nil dans ses périodes de crues car une canalisation a été découverte. Présentement la salle est inondée par l'eau de la montée de la nappe phréatique. La butte centrale et son fossé est sans doute une image de l'île originelle émergée de l'océan primordial (Noun) sur laquelle s'est posé le dieu créateur lorsqu'il est sorti de sa léthargie.
Le monument souterrain se poursuit par un seconde salle transversale de vingt mètres sur six, désignée sous l'appellation de « chambre du sarcophage ». Deux cavités devaient accueillir les simulacres du sarcophage et du coffre aux canopes. Cette salle est ornées par des représentations mythologiques. Au plafond, Nout la déesse du ciel est supportée par Shou, le dieu de l'air et de la vie. Le corps de Nout comporte les étoiles du Décan, la nuit étant un voyage régénérateur pour tout défunt.

## Ruines (photographies)

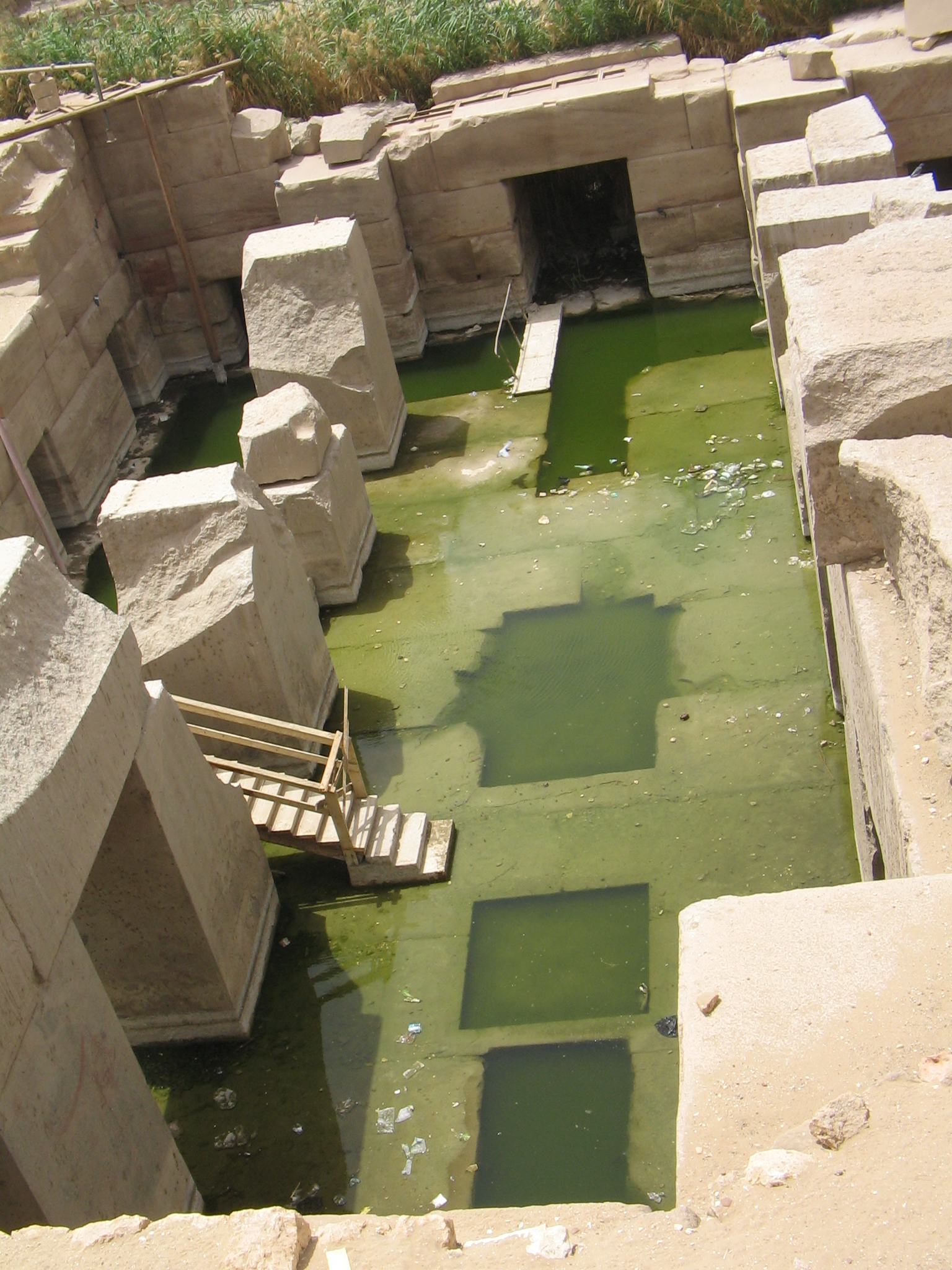
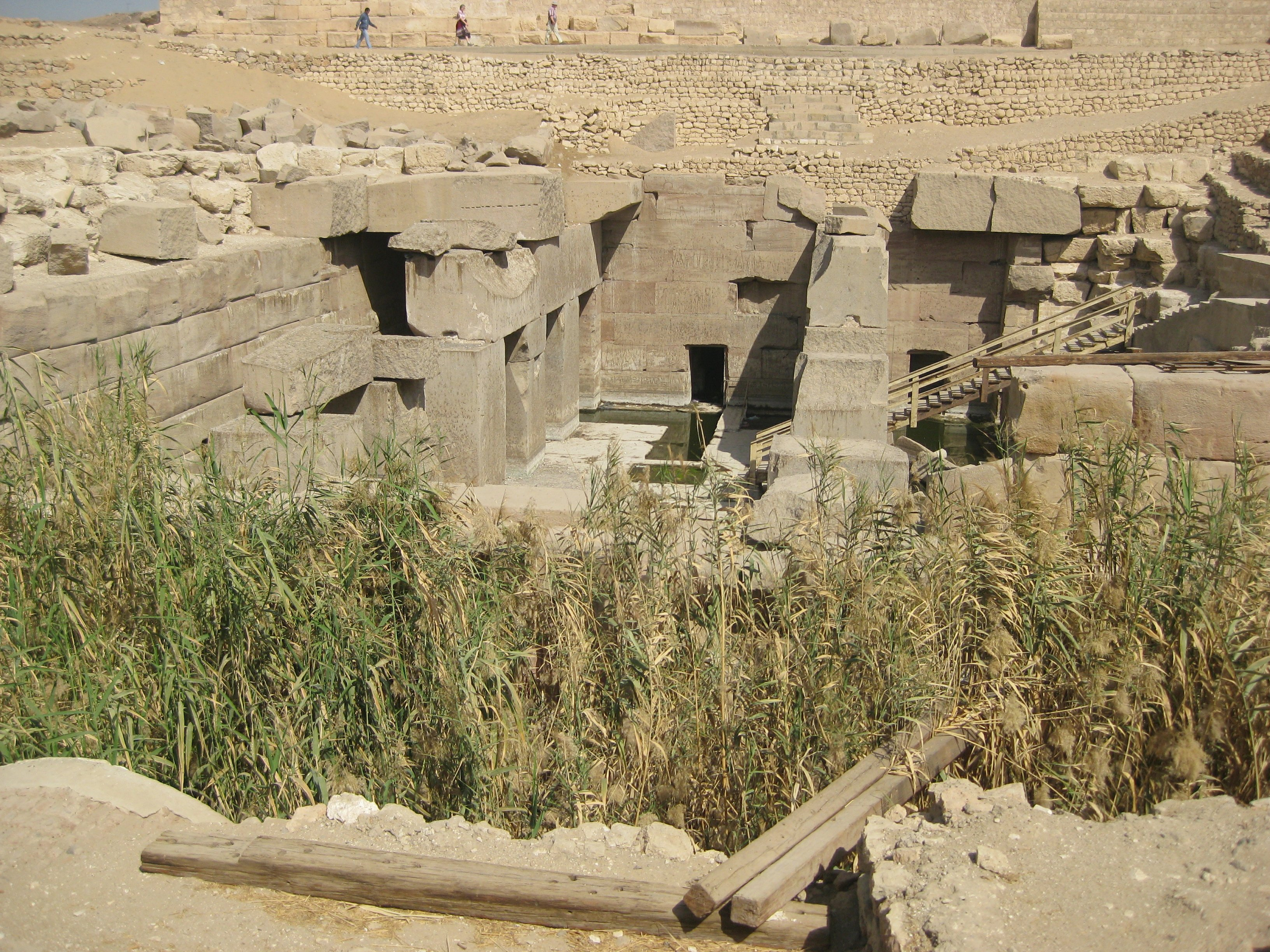
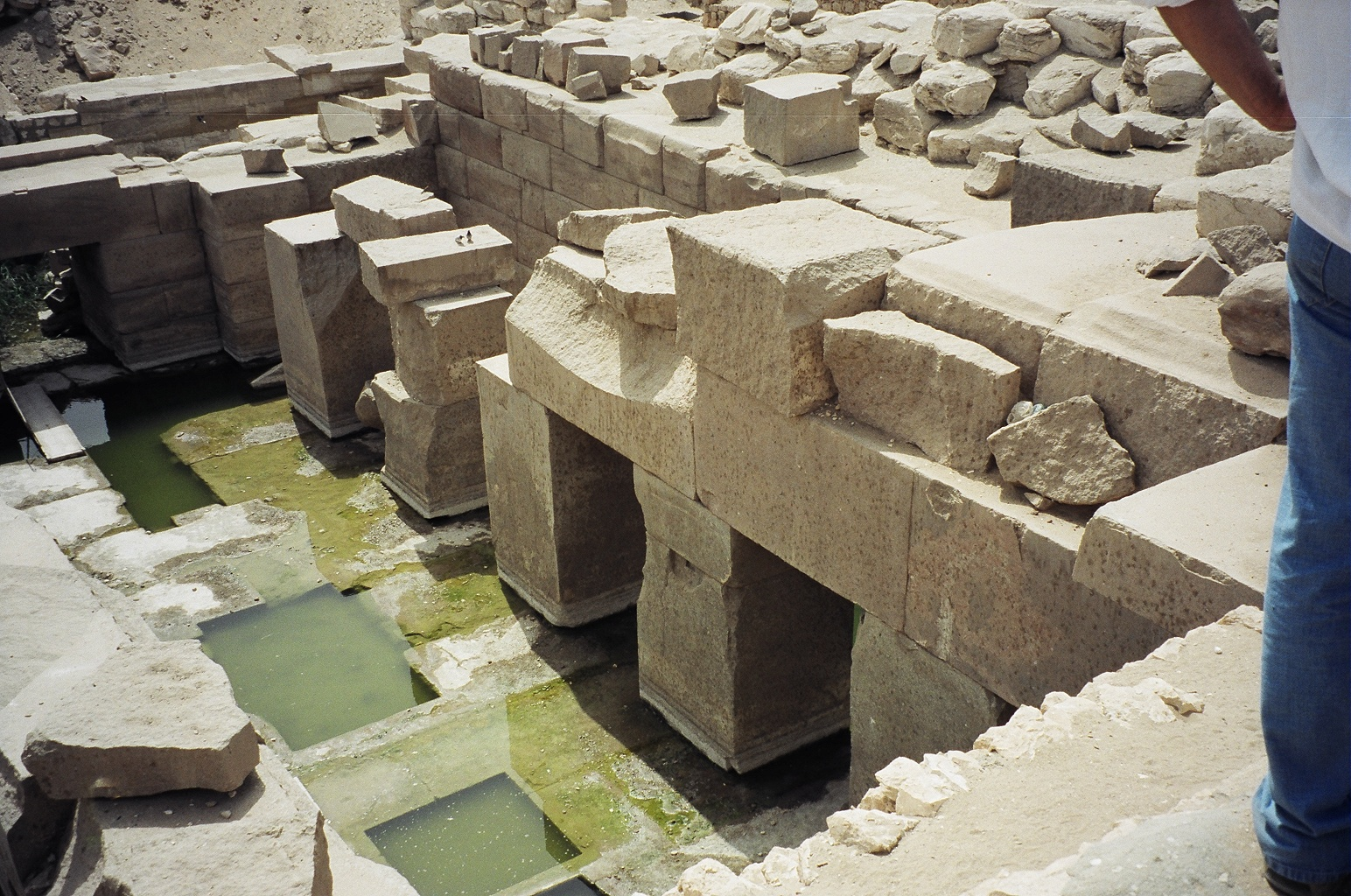
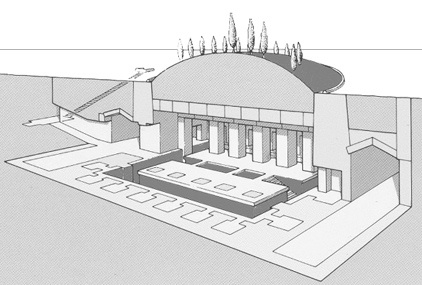
Reconstitution